# Władysław Zuziak
Władysław Zuziak (ur. 7 lipca 1952 w Lipowej) – polski duchowny katolicki, filozof, etyk, profesor nauk humanistycznych, w latach 2010-2014 rektor Uniwersytetu Papieskiego Jana Pawła II.

## Życiorys
W 1977 uzyskał magisterium z teologii na Papieskim Wydziale Teologicznym. W 1985 rozpoczął studia doktoranckie na Uniwersytecie Katolickim w Louvain. 19 czerwca 1990 opublikował i obronił rozprawę Podstawy metafizyczne działania ludzkiego u J. Maritaina (L'agir humain et ses fondements métaphysiques chez Jacques Maritain), uzyskując stopień doktora nauk humanistycznych w zakresie filozofii.
W 1999 otrzymał stopień doktora habilitowanego nauk humanistycznych w zakresie filozofii, specjalności: etyka i filozofia człowieka, na podstawie przewodu Dojrzewanie świadomości refleksyjnej w filozofii moralnej G. Bastidea i J. Naberta. Recenzentami jego pracy byli między innymi Józef Tischner i Ignacy Dec. W 2013 uzyskał tytuł profesora.
W latach 2002–2006 był dziekanem Wydziału Filozoficznego Papieskiej Akademii Teologicznej, pełnił też funkcję prorektora tej uczelni. W 2010 objął funkcję rektora Uniwersytetu Papieskiego Jana Pawła II po ks. prof. Macieju Dyduchu. Jego następcą na stanowisku rektora w 2014 został ks. prof. Wojciech Zyzak.
Obecnie posługuje duszpastersko w Kościele Mariackim w Krakowie oraz jest wykładowcą etyki na Uniwersytecie Papieskim Jana Pawła II.
Jego brat Antoni jest również księdzem, prałatem, byłym proboszczem parafii św. Stanisława BM w Rabie Wyżnej w latach 1995–2019 i w latach 2002-2017 także dziekanem dekanatu Rabka-Zdrój.